# Ґенералово
Ґенералово (пол. Generałowo) — село в Польщі, у гміні Лятович Мінського повіту Мазовецького воєводства.
Населення — 97 осіб (2011).

## Демографія
Демографічна структура станом на 31 березня 2011 року:
|          | Загалом | Допрацездатний вік | Працездатний вік | Постпрацездатний вік |
| -------- | ------- | ------------------ | ---------------- | -------------------- |
| Чоловіки | 53      | 15                 | 29               | 9                    |
| Жінки    | 44      | 13                 | 20               | 11                   |
| Разом    | 97      | 28                 | 49               | 20                   |